# Denise Crosby
Pour les articles homonymes, voir Crosby.
Denise Crosby est une actrice, productrice et modele américaine née le 24 novembre 1957 à Hollywood, Californie (États-Unis).

## Biographie
Issue d'une famille d'artistes, Denise Crosby est la fille de l'acteur Dennis Crosby (en) et la petite-fille du chanteur et acteur Bing Crosby. Elle est surtout connue pour avoir interprété le rôle du Lieutenant Tasha Yar dans la série de science fiction Star Trek : La Nouvelle Génération (1987-1994).

## Filmographie

### comme actrice
- 1979 : Elle (10) : invitée à la fête
- 1980 : Des jours et des vies (série télévisée) : Lisa Davis
- 1982 : 48 Heures (48 Hrs.) : Sally
- 1982 : À la recherche de la panthère rose (Trail of the Pink Panther) : Denise
- 1983 : Cocaine: One Man's Seduction (TV) : serveuse
- 1983 : L'Héritier de la panthère rose (Curse of the Pink Panther) : Denise
- 1983 : L'Homme à femmes (The Man Who Loved Women) : Enid
- 1985 : Mes 400 coups : la légende d'Errol Flynn (My Wicked, Wicked Ways... The Legend of Errol Flynn) (TV) : Diana Dyrenforth
- 1985 : Stark (TV) : Kim Parker
- 1985 : Malice in Wonderland (TV) : Carole Lombard
- 1985 : Desert Hearts : Pat
- 1986 : The Family Martinez (TV)
- 1986 : Eliminators : Colonel Nora Hunter
- 1987 : Star Trek : La Nouvelle Génération ("Star Trek : The Next Generation") (série télévisée) : Lieutenant Tasha Yar (1987-1988)
- 1988 : Arizona Heat : Jill Andrews
- 1988 : Appel d'urgence (Miracle Mile) : Landa
- 1989 : L'amour est une grande aventure (Skin Deep) : Angela 'Angie' Smith
- 1989 : Simetierre : Rachel Creed
- 1989 : Tennessee Nights : Sally Lomas
- 1991 : High Strung : Melanie
- 1991 : Star Trek : La Nouvelle Génération - Épisode 26 ("Rédemption [1/2]")(Saison 4 de Star Trek : La Nouvelle Génération) et Épisode 1 ("Rédemption [2/2]")(Saison 5 de Star Trek : La Nouvelle Génération) (série télévisée) : Commander Sela
- 1992 : Flash III: Deadly Nightshade (vidéo) : Rebecca Frost
- 1992 : Dolly (Dolly Dearest) : Marilyn Wade
- 1993 : Key West (série télévisée) : Chaucy Caldwell
- 1993 : Red Shoe Diaries 2: Double Dare (vidéo) : Officier Lynn "Mona" McCabe ("You Have The Right To Remain Silent")
- 1993 : Il Ritmo del silenzio : Bella Blu
- 1994 : Relative Fear : Connie Madison
- 1994 : Max : Jayne Blake
- 1994 : Star Trek : La Nouvelle Génération ("Star Trek: The Next Generation") (TV) : Lieutenant Tasha Yar
- 1994 : Lois et Clark, les Nouvelles Aventures de Superman (TV) : Dr.Kelly (Épisode 8 : Coup de foudre et Épisode 13 : Lex Luthor : le retour)
- 1995 : Dream Man (vidéo) : Barbara
- 1995 : Mutant Species : Carol-Anne
- 1996 : Red Shoe Diaries 13: Four on the Floor (vidéo) : La psychiatre ("The Psychiatrist")
- 1996 : Docteur Quinn, femme médecin (série télévisée) :  Isabelle Maynard
- 1997 : Executive Power (vidéo) : Christine Rolands
- 1997 : Jackie Brown : Public Defender
- 1997 : Trekkies : narratrice
- 1998 : Divorce: A Contemporary Western : Kay
- 1998 : Pumpkin Man (TV) : Laurel Hollway
- 1998 : Chance of a Lifetime (TV) : Katie
- 1998 : Deep Impact : Vicky Hotchner
- 1999 : The Rockford Files: If It Bleeds... It Leads (TV) : Mme Muller
- 2001 : X-Files (saison 8, épisodes Essence et Empédocle) : le docteur Mary Speake
- 2002 : Legend of the Phantom Rider : Sarah Jenkins
- 2003 : The Bus Stops Here : La femme bavarde à l'arrêt de bus
- 2005 : Mortuary de Tobe Hooper  : Leslie Doyle
- 2007 : Born : Catherine
- 2009 : Star Trek : New Voyages ("Star Trek : Phase II") - Episode 4 et 5 ( "Blood and Fire" ) (série télévisée)
- 2013-2015 : Ray Donovan : (12 épisodes)
- 2014 : The Walking Dead: Mary (saison 4 épisode 15,16) - (saison 5 épisode 1)
- 2016 : The Magicians : Genji (saison 1 épisode 5)
- 2019 : Suits : Faye Richardson

### comme productrice
- 1997 : Trekkies
- 2004 : Trekkies 2